# 北マケドニアの大統領
北マケドニアの大統領（きたマケドニアのだいとうりょう、マケドニア語: Претседател на Република Северна Македонија、アルバニア語: Presidenti i Republikës së Maqedonisë së Veriut）は、北マケドニアの元首たる大統領である。

## 概要
現代の北マケドニアの大統領府は、1991年に北マケドニアがユーゴスラビア社会主義連邦共和国から独立した後に誕生した。初代大統領にはキロ・グリゴロフが就任し、1999年の退任時まで、当時の各国の現職の大統領としては最高齢であった。北マケドニアの大統領は行政を担当しない。行政府の長は北マケドニアの首相である。大統領は北マケドニアの市民であり、年齢は40歳以上、過去15年の間にすくなくとも10年以上北マケドニアに在住した者に限られる[1]。

## 歴史
1991年の独立以前の、ユーゴスラビア社会主義連邦共和国時代のマケドニア社会主義共和国では、集団大統領制が採用されていた。その最初の議長は、マケドニアで初めての現代的な国家を創設したマケドニア人民解放反ファシスト会議（ASNOM）によって選出されたメトディヤ・アンドロフ＝“チェント”（Metodija Andonov Čento）であり、最後の議長はヴラディミル・ミトコフ（Vladimir Mitkov）であった。社会主義国から議院内閣制に転換した1990年、マケドニア社会主義共和国は集団指導体制を放棄し、単一の大統領を元首とした。キロ・グリゴロフは1991年1月27日、その最初の大統領となった。1991年4月16日、マケドニア議会は憲法改正を可決し、憲法に定める正式な国名から「社会主義」の語を外し、国名は「マケドニア共和国」へと改名された。ユーゴスラビア崩壊に伴って1991年9月8日に正式に独立し、独立国マケドニア共和国となった後、グリゴロフはその元首となり、1999年にボリス・トライコフスキに交代するまでその職を務めた。トライコフスキの事故死に伴って、その地位はブランコ・ツルヴェンコフスキに引き継がれた。2009年マケドニア共和国大統領選挙ではジョルゲ・イヴァノフが当選し、5月から大統領に就任した。2019年2月12日にはギリシャとの合意により、国名が「北マケドニア共和国」に変更されている。

## マケドニアの指導者（1943年 - ）[6]

### 社会主義時代（1943年 - 1991年）

#### ASNOM準備委員会議長
- メトディヤ・アンドロフ＝“チェント”（1943年10月1日 - 1944年8月2日）

#### ASNOM議長
- メトディヤ・アンドロフ＝“チェント”（1944年8月2日 - 1945年1月1日）

#### 人民会議幹部会議長
- メトディヤ・アンドロフ＝“チェント”（1945年1月1日 - 1946年3月15日）
- ディミタル・ヴラホフ（Dimitar Vlahov、1946年3月15日 - 1947年、臨時）
- ブラゴヤ・フォテフ（Blagoja Fotev、1947年 - 1950年12月）
- ヴィドエ・スミレフスキ（Vidoe Smilevski、1951年1月4日 - 1953年、臨時）

#### 人民会議議長
- ディムツェ・ストヤノフ（Dimce Stojanov、1953年 - 1953年12月15日）
- ラザル・コリシェフスキ（Lazar Koliševski、1953年12月19日 - 1962年6月26日）
- リュプチョ・アルソフ（Ljupčo Arsov、1962年6月26日 - 1963年6月24日）
- ヴィドエ・スミレフスキ（Vidoe Smilevski、1963年6月25日 - 1967年5月12日）
- ミト・ハジヴァシレフ（Mito Hadživasilev、1967年 - 1968年8月1日）
- ニコラ・ミンツェフ（Nikola Mincev、1968年12月23日 - 1974年5月6日）

#### 大統領評議会議長
- ヴィドエ・スミレフスキ（Vidoe Smilevski、1974年5月6日 - 1979年10月31日）
- リュプチョ・アルソフ（Ljupčo Arsov、1979年10月31日 - 1982年4月29日）
- アンゲル・チェメルスキ（Angel Čemerski、1982年4月29日 - 1983年4月29日）
- ブラゴヤ・タレスキ（Blagoja Taleski、1983年4月29日 - 1984年4月29日)
- トメ・ブクレスキ（Tome Bukleski、1984年4月29日 - 1985年4月29日）
- ヴァンチョ・アポストスキ（Vančo Apostolski 、1983年4月26日 - 1986年6月）
- ドラゴリュブ・スタヴレフ（Dragoljub Stavrev、1986年6月 - 1988年5月）
- ヤズディミル・ボグダンスキ（Jezdimir Bogdanski、1988年5月 - 1990年4月28日）
- ヴラディミル・ミトコフ（Vladimir Mitkov、1990年4月28日 - 1991年1月27日）
- キロ・グリゴロフ（Kiro Gligorov、1991年1月27日 - 1991年9月18日）

| 北マケドニア共和国 |                                                                                           |        |                                                   |                               |                                 |                             |                               |
| 大統領             |                                                                                           |        |                                                   |                               |                                 |                             |                               |
| 代                 | 大統領                                                                                    | 大統領 | 所属政党                                          | 期                            | 在任期間                        | 在任期間                    | 備考                          |
| 01                 | キロ・グリゴロフ Киро Глигоров Kiro Gligorov                                              |        | 無所属                                            | 1                             | 1991年9月18日 - 1994年10月      | 4年 + 16日                  |                               |
| 01                 | キロ・グリゴロフ Киро Глигоров Kiro Gligorov                                              | 2      | 無所属                                            | 1994年10月 - 1995年10月4日    |                                 | 4年 + 16日                  |                               |
| 0-                 | ストヤン・アンドフ Стојан Андов Stojan Andov                                              | 2      |                                                   | マケドニア自由党              | 1995年10月4日 - 1995年11月17日  | 44日                        | 大統領代行 （共和国議会議長） |
| (1)                | キロ・グリゴロフ Киро Глигоров Kiro Gligorov                                              | 2      |                                                   | 無所属                        | 1995年11月17日 - 1999年11月19日 | 4年 + 2日 （計 8年 + 18日） |                               |
| 0-                 | サモ・クリモフスキ Саво Климовски Savo Klimovski                                          |        | 民主オルタナティヴ                                | -                             | 1999年11月19日 - 1999年12月15日 | 26日                        | 大統領代行 （共和国議会議長） |
| 02                 | ボリス・トライコフスキ Борис Трајковски Boris Trajkovski                                  |        | 内部マケドニア革命組織 ・マケドニア国家統一民主党 | 3                             | 1999年12月15日 - 2004年2月26日  | 4年 + 73日                  | 在任中に死去                  |
| 0-                 | リュプチョ・ヨルダノフスキ Љупчо Јордановски Ljupčo Jordanovski                           |        | マケドニア社会民主同盟                            | 3                             | 2004年2月26日 - 2004年5月12日   | 76日                        | 大統領代行 （共和国議会議長） |
| 03                 | ブランコ・ツルヴェンコフスキ Бранко Црвенковски Branko Crvenkovski                        |        | マケドニア社会民主同盟                            | 4                             | 2004年5月12日 - 2009年5月12日   | 5年 + 0日                   |                               |
| 04                 | ジョルゲ・イヴァノフ Ѓорге Иванов Gjorge Ivanov                                           |        | 内部マケドニア革命組織 ・マケドニア国家統一民主党 | 5                             | 2009年5月12日 - 2014年5月12日   | 10年 + 0日                  |                               |
| 04                 | ジョルゲ・イヴァノフ Ѓорге Иванов Gjorge Ivanov                                           | 6      | 内部マケドニア革命組織 ・マケドニア国家統一民主党 | 2014年5月12日 - 2019年5月12日 |                                 | 10年 + 0日                  |                               |
| 05                 | ステボ・ペンダロフスキ Стево Пендаровски Stevo Pendarovski                                |        | マケドニア社会民主同盟                            | 7                             | 2019年5月12日 - 2024年5月12日   | 5年 + 0日                   |                               |
| 06                 | ゴルダナ・シルヤノフスカ＝ダフコバ Гордана Сиљановска-Давкова Gordana Siljanovska-Davkova |        | 内部マケドニア革命組織 ・マケドニア国家統一民主党 | 8                             | 2024年5月12日 - （現職）        | 341日                       |                               |